# كات لونغ
كات لونغ (بالإنجليزية: Kat Long)‏ هي صحفية أمريكية، ولدت في 31 ديسمبر 1974.